# Said Sifaw
Said Sifaw, pseudonimo di Said El Mahroug (in berbero Saɛid Sifaw; Giado, 18 aprile 1946 – Sfax, 28 luglio 1994), è stato un poeta, linguista e attivista berbero con cittadinanza libica.

## Biografia
Said Sifaw nacque nel 1946 a Giado, nella regione berberofona del Gebel Nefusa. Si trasferì con la famiglia a Tripoli, dove frequentò la scuola primaria e secondaria. All'età di sette anni perse la madre. A quindici anni cominciò la riscoperta della sua identità berbera. Emigrò al Cairo, in Egitto, per studiare medicina. A causa del suo attivismo politico si vide però sospendere la borsa di studio da parte del governo libico di Idris. Si laureò quindi in legge negli Stati Uniti d'America, per poi tornare in Libia, dove lavorò per una compagnia petrolifera.
Nel corso degli anni 1970 Sifaw denunciò il regime di Muʿammar Gheddafi e si unì all'Unione degli Scrittori Libici, esprimendo idee democratiche e berberiste. Preso di mira dal regime, il 21 febbraio 1979 sopravvisse a un tentativo di assassinio, in seguito al quale rimase paralizzato. Nel 1981 Sifaw, insieme ad altri quaranta attivisti berberi di Zuara, Iefren e Giado, venne arrestato con l'accusa di organizzare un partito politico berbero. Tre dei detenuti furono giustiziati, gran parte degli altri incarcerati, mentre Sifaw venne rilasciato. In seguito a un peggioramento delle sue condizioni di salute morì nel 1994 a Sfax, in Tunisia, e venne sepolto nel cimitero Sidi Mnidar a Tripoli.
Sifaw scrisse sia in arabo che in berbero una vasta serie di poesie e di miti che celebravano l'identità berbera del Nordafrica, oltre a vari studi sulla lingua berbera.

## Opere
- Al-ttamar-rod (1964)
- Suqut al attaareef (1979)
- Ash'aar katimatu asawt (1987)
- Aswat montasaf allayl (1992)
- Qayh
- Baqaya annuskha arramliyah